# Gruta de Cocceio

Ibant obscuri sola sub nocte per umbram…
quale per incertam Lunam sub luce maligna est iter in silvis
Virgilio 

La Gruta de Cocceio (también conocida como Gruta de la Paz) es un túnel romano que comunicaba la ciudad de Cumas (Italia) con el lago del Averno.

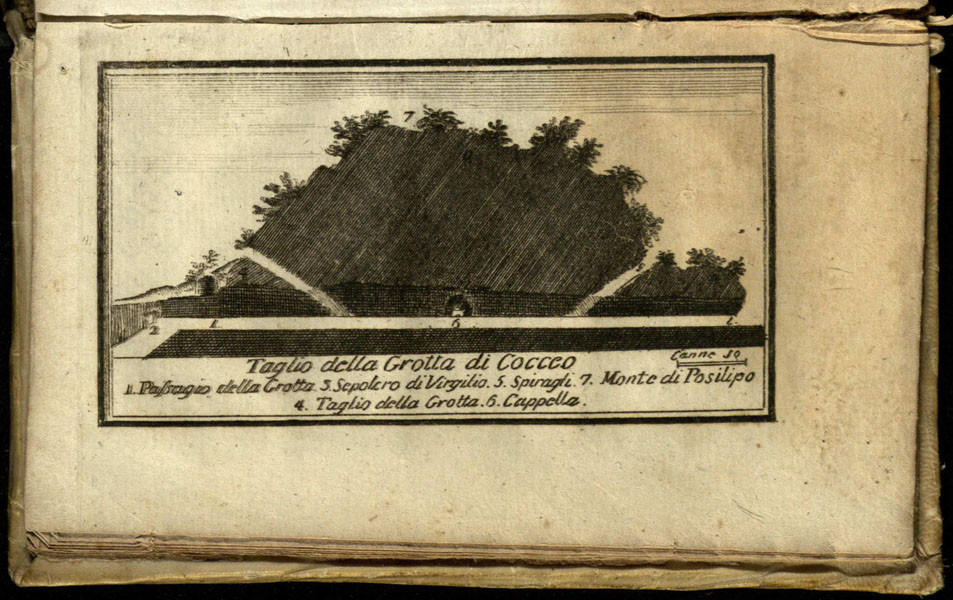
Gruta de Cocceio, corte (1769)

## Origen
El túnel, según Estrabón, fue proyectado y excavado en torno al año 37 a. C. por el ingeniero Lucio Coceyo Aucto por encargo de Marco Vipsanio Agrippa con un fin militar, ya que era preciso comunicar la fortificada ciudad de Cumas, que dominaba el litoral del domicio-flegreo del Tirreno, con el Portus Iulius, una importante infraestructura naval construida sobre las cuencas del lago del Averno y del lago Lucrino, con un canal artificial proyectado por el mismo Coceyo Aucto para comunicarlos con el golfo de Pozzuoli.

## Características

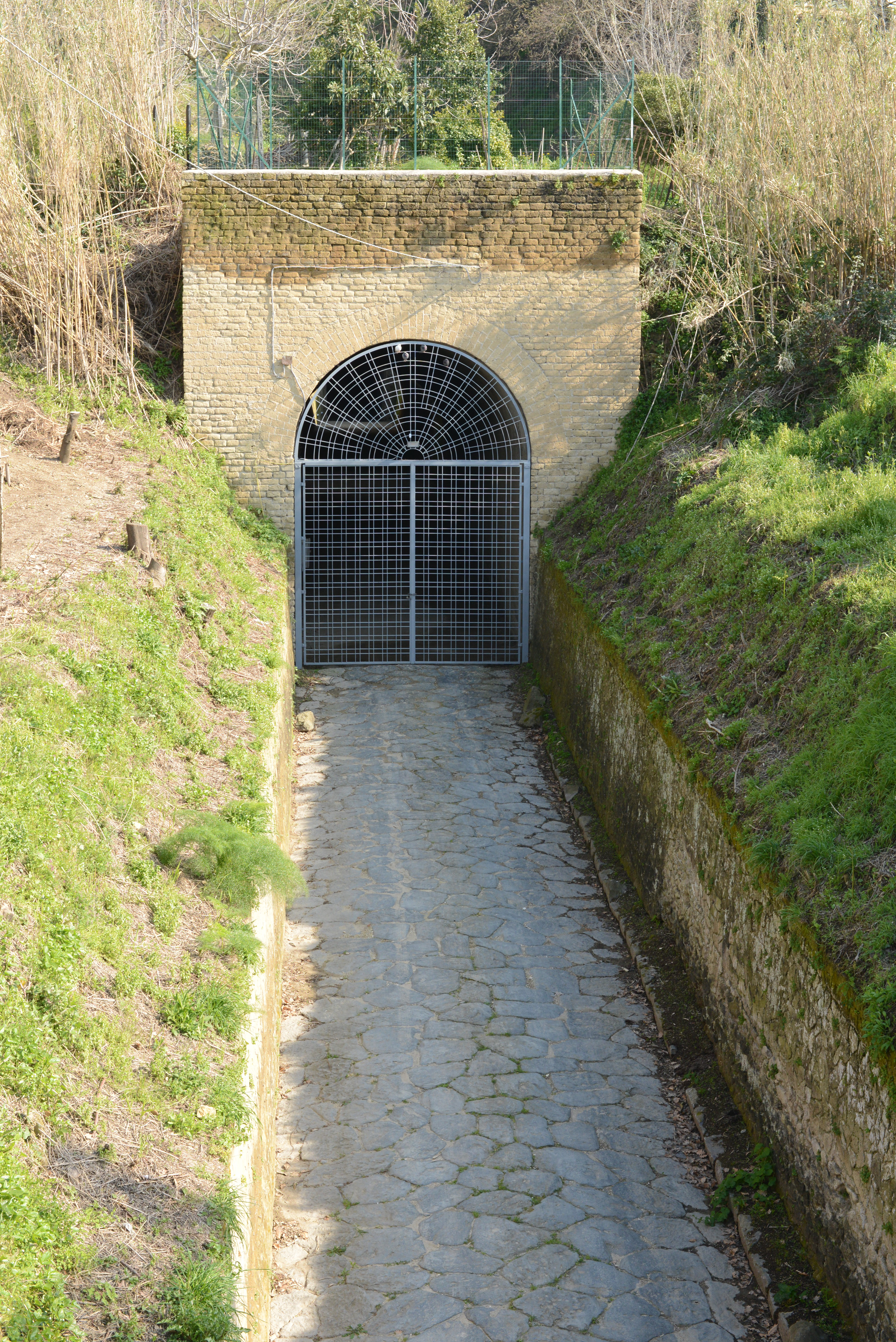
La salida de la Gruta, cerca de Cuma.

El trazado de este túnel fue excavado íntegramente en el tufo volcánico local con una longitud de casi un kilómetro, con una sección trapezoidal y una dirección general rectilínea, ligeramente desviada hacia el Este, y solo en esa parte oriental tiene un corto espacio realizado con  opus reticulatum. La entrada occidental, sobre el lago, está precedida por un vestíbulo decorado con columnas y estatuas, actualmente destruidas. La ventilación y la iluminación del interior del túnel se obtuvieron mediante la excavación de seis pozos en el macizo de tufo, el mayor de los cuales tiene 30 metros de altura. El túnel era suficientemente ancho como para permitir cruzarse dos carros en su interior.
Paralelo al túnel, en el lado septentrional, se excavó un acueducto subterráneo, dotado también de pozos y cajas de decantación, con lo que se garantizaba el suministro de agua para el puerto.

## Leyendas y redescubrimiento
El túnel también se conoce como Gruta de la paz, ya que, de acuerdo con una leyenda del siglo XVI el caballero español Pedro de Paz, cegado por los consejos interesados de magos y nigromante dilapidó su fortuna buscando en vano un tesoro sepultado en el interior de la galería. 
La Gruta de Cocceio, olvidada e ignorada durante mucho tiempo, fue redescubierta en el siglo XIX por los reyes Borbones del Reino de Nápoles. Durante la Segunda Guerra Mundial fue usado como polvorín, y sufrió daños de consideración cuando algunos explosivos detonaron accidentalmente al início de la posguerra.